# Михаил Александрович (сын Александра III)
Великий князь Михаил Александрович (22 ноября [4 декабря] 1878, Аничков дворец, Санкт-Петербург — 13 июня 1918, близ Перми) — четвёртый сын Александра III, младший брат Николая II; российский военачальник, генерал-лейтенант (1916), генерал-адъютант; член Государственного совета (1901—1917).
Вопрос о том, считать ли Великого князя Михаила Александровича формальным Всероссийским императором из Дома Романовых — Михаилом II — остаётся дискуссионным.

## Биография
C 28 июня (10 июля) 1899 года (со дня смерти великого князя Георгия Александровича) до 30 июля (12 августа) 1904 года (рождение у императора Николая II сына Алексея) — наследник престола Российской империи. День рождения и день тезоименитства Наследника приходился на 22 ноября (старого стиля), который был неприсутственным. Михаил Александрович состоял регентом при Наследнике до 30 декабря 1912 года на случай смерти Николая II.
С 1881 по 1917 год под его началом существовало российское благотворительное общество «Белый крест», также известное как «Общество попечения о нуждающихся семействах воинов, потерявших здоровье на службе»; на членском знаке общества был крупно изображён вензель «М», означающий имя Великого князя.
В ходе Первой мировой войны с 23 августа 1914 года командовал Кавказской туземной конной дивизией, более известной как «Дикая дивизия», а с 4 февраля 1916 года — 2-м кавалерийским корпусом. С 19 января по 31 марта 1917 года — генерал-инспектор кавалерии.
2 (15) марта 1917 года во время Февральской революции император Николай II отрёкся от престола, а спустя несколько часов принял решение отречься также и за наследника, цесаревича Алексея, в пользу Михаила Александровича, однако тот после длительных переговоров с представителями Государственной думы объявил, что примет верховную власть только в том случае, если на то будет выражена воля всего народа (посредством Учредительного собрания):14, и призвал к подчинению Временному правительству.
После революционных событий февраля-марта 1917 года Михаил был сослан в Гатчину и более не принимал участия в политической жизни страны. С августа 1917 года находился под домашним арестом. Пришедшие к власти большевики оставили Михаила Александровича в Гатчине вплоть до марта 1918 года, когда было принято решение выслать его в Пермскую губернию. В ночь с 12 на 13 июня 1918 года Михаил Александрович был похищен и убит группой сотрудников местной ЧК и милиции, что послужило своего рода сигналом к началу убийств представителей семьи Романовых, остававшихся в России.

## Титулование
С рождения именовался Государем Великим Князем с титулом Императорского Высочества.
При утверждении в 1886 году новой редакции Учреждения об Императорской Фамилии было решено, что древний титул «Государь» отныне будет применяться лишь к императорам и императрицам. Все великие князья, великие княгини и великие княжны утратили эту прибавку к своим титулам.
На другой день после крещения третьего ребёнка Николая Второго — третьей подряд дочери — 18 июня 1899 года скоропостижно скончался от лёгочного кровоизлияния наследник цесаревич и Великий князь Георгий Александрович. Манифест от 28 июня 1899 года (опубликован 30 июня) извещал о кончине последнего и гласил далее: «Отнынѣ, доколѣ Господу не угодно еще  благословить Насъ рожденіемъ Сына, ближайшее право наслѣдованія Всероссійскаго Престола, на точномъ основаніи основнаго Государственнаго Закона о престолонаслѣдіи, приналежитъ Любезнѣйшему брату Нашему Великому Князю Михаилу Александровичу». Отсутствие в Манифесте слов «Наследник Цесаревич» в титуле Михаила Александровича возбудило в обществе недоумение: по свидетельству автора текста Манифеста обер-прокурора К. П. Победоносцева, рано утром 29 июня он составил проект в 2-х вариантах (со словами «Государь Наследник Цесаревич» и другой — без), император утвердил второй вариант; по словам Победоносцева, Манифест возбудил «толки в городе и при дворе, как же это нет Наследника?».
В результате, 7 июля того же года был дан Именной Высочайший указ, который повелевал во всех случаях, «доколе Господь Бог не благословит Нас рождением сына», именовать Михаила Александровича «Государем Наследником и Великим Князем». Кроме того, 6 июля 1899 года была Высочайше утверждена новая форма возношения его имени за богослужением (на основании прецедента, в богослужении по местам начали сразу использовать традиционное титулование его как «Наследника Цесаревича»), на основании чего 7 июля Святейший Синод определил: «Предписать подлежащим местам и лицам духовного ведомства, чтобы впредь при Богослужениях совершалось возношение Высочайших Имён Августейшей Фамилии по следующей Высочайше утверждённой форме: „<…> о Благоверном Государе Наследнике и Великом Князе Михаиле Александровиче, и обо всём Царствующем Доме“».
Генерал А. А. Мосолов, бывший в течение ряда лет в близком окружении императора, писал в своих воспоминаниях о ситуации с титулом Михаила Александровича: «Он не получил титула цесаревича, который носил при жизни его старший брат, Георгий Александрович. Факт этот очень комментировался при дворе Марии Фёдоровны, но он легко объяснялся надеждою молодой императрицы, что у неё скоро родится сын».
В день рождения сына Николай II повелел вернуться к прежнему титулованию брата.

## Возможныйрегент
Следуя примеру предшественников, после рождения сына Наследника Цесаревича великого князя Алексея Николаевича, 1 (14) августа 1904 года император Николай II определил «Правителя Государства» (регента) на случай своей кончины до совершеннолетия наследника.
Одним из последствий морганатического брака Михаила Александровича (октябрь 1912 года) явилось сложение с него обязанностей, проистекающих из Манифеста 1 августа 1904 года: высочайший манифест, данный в Царском Селе 30 декабря 1912 (12 января 1913) года, гласил: «Манифестомъ Нашимъ, даннымъ въ 1 день Августа 1904 года, Мы, на случай кончины Нашей преждѣ достиженія Любезнѣйшимъ Сыномъ Нашимъ Его Императорскимъ Высочествомъ Наслѣдникомъ Цесаревичемъ и Великимъ Княземъ Алексѣемъ Николаевичемъ совершеннолѣтія, назначили Правителемъ Государства, до Его совершеннолѣтія, Брата Нашего Великаго Князя Михаила Александровича. Нынѣ Мы признали за благо сложить съ Его Императорскаго Высочества Великаго Князя Михаила Александровича возложенныя на Него Манифестомъ Нашимъ отъ 1-го августа 1904 года обязанности».

## Семья и личные качества
В 1907 году у флигель-адъютанта, штабс-ротмистра, командира лейб-эскадрона Лейб-гвардии Кирасирского Её Величества полка Михаила Александровича завязался роман с Натальей Сергеевной (урождённой Шереметьевской), женой его подчинённого, поручика Владимира Владимировича Вульферта. В 1910 году у них родился сын Георгий. Затем Михаил тайно вступил с нею в морганатический брак в Вене 17 (29) октября 1912 года, обвенчавшись в сербском православном соборе св. Саввы. Узнав о случившемся, Николай II писал матери императрице Марии Фёдоровне: «<…> К несчастью, между мною и им сейчас всё кончено, потому что он нарушил своё слово. Сколько раз он сам мне говорил, не я его просил, а он сам давал слово, что на ней не женится. И я ему безгранично верил! Что меня особенно возмущает — это его ссылка на болезнь бедного Алексея, которая его заставила поторопиться с этим безрассудным шагом! Ему дела нет ни до твоего горя, ни до нашего горя, ни до скандала, кот[орый] это событие произведёт в России. И в такое время, когда все говорят о войне, за несколько месяцев до юбилея Дома Романовых!! Стыдно становится и тяжело. У меня тоже была первая мысль скрыть это известие, но, прочтя его письмо два-три раза, я понял, что теперь ему нельзя приехать в Россию. <…>».
В результате, Михаил был уволен со всех должностей и постов, ему было запрещено возвращаться в Россию, и он жил с женой в арендованном замке Небуорт вблизи Лондона.
Из-за морганатического брака, в который вступил Михаил Александрович, имения великого князя находились под секвестром; Именной Высочайший указ от 15 декабря 1912 года гласил: 

Находя ныне соответственным учредить над личностью, имуществом и делами Великого Князя Михаила Александровича опеку, Мы признали за благо взять на Себя главное руководство означенною опекою, а непосредственное заведование всеми принадлежащими Великому Князю Михаилу Александровичу движимыми и недвижимыми имуществами, а также капиталами возложить на Главное Управление Уделов.
Генерал А. А. Мосолов писал о личности Михаила Александровича: «Он отличался исключительной добротой и доверчивостью». По воспоминаниям полковника Мордвинова, бывшего его адъютантом, Михаил Александрович был: «По натуре мягок, хотя и вспыльчив. Он действительно не любил, главным образом, из деликатности, настаивать на своём мнении, и из этого же чувства такта стеснялся и противоречить. Но в тех поступках, затрагивающих вопросы его нравственного долга, он проявлял настойчивость, меня поражавшую!».

## Первая мировая война
С началом Первой мировой войны Михаил Александрович обратился к брату с просьбой разрешить ему вернуться на родину и служить в армии. После положительного ответа он возглавил Кавказскую туземную конную дивизию, сформированную 23 августа 1914 года из добровольцев-мусульман, уроженцев Кавказа и Закавказья, которые по российскому законодательству не подлежали призыву на воинскую службу.
Был награждён орденом Святого Георгия 4-й степени

за то, что командуя отрядом в период январских боёв — за обладание проходами в Карпатах, подвергая Свою жизнь явной опасности и, будучи под шрапнельным огнём противника, примером личной храбрости и мужества, воодушевлял и ободрял войска Своего отряда, при чём выдержал, с 14-го по 25-е января, натиск превосходных сил противника, прикрыв весьма важное направление на Ломна — Старое место, а затем, при переходе в наступление, активными действиями содействовал успешному его развитию.
В особняке Михаила Александровича в Петрограде был устроен госпиталь на сто нижних чинов и двадцать пять офицеров, в его доме в Гатчине — госпиталь на тридцать нижних чинов. Обустройством этих госпиталей и снабжением их всеми необходимыми материалами, как и поиском и наймом медицинского персонала, занималась супруга великого князя Наталья Шереметьевская. На средства Михаила Александровича был сформирован «санитарный поезд № 157», который действовал с 21 ноября 1914 года. В кратком отчёте о деятельности этого поезда, датированном 1 августа 1916 года, сказано: «…Рейсов — 84. Перевезёно: офицеров — 662, нижних чинов — 35 709. Сделано вёрст поездом — 57 119 вёрст. Сделано перевязок — 10 000». Открытие подобных госпиталей и формирование санитарных поездов входило в обязанность представителей высшего света Российской империи в то время — и семья Михаила Александровича ни в чём не отставала в этом деле от Царской Семьи.
В 1915 году Наталья Шереметьевская и их с Михаилом Александровичем сын Георгий получили от императора титулы графов Брасовых; Николай II признал Георгия племянником, но тот по-прежнему не имел прав на трон. С 26 марта 1915 года ему был присвоен титул графа Брасова.
К концу 1916 года у Михаила Александровича обострилась застарелая язва желудка, но он по-прежнему оставался в строю. В это время ряд великих князей встали в оппозицию к царствующему монарху. Демарши великих князей вошли в историю как «великокняжеская фронда», по аналогии с фрондой принцев во Франции XVII века. Общим требованием великих князей стало отстранение от управления страной Григория Распутина и «царицы-немки» и введение «ответственного министерства». Михаил Александрович не подписал коллективное письмо ряда членов Императорской фамилии, протестовавших против «сурового решения относительно судьбы Дмитрия Павловича», участвовавшего в заговоре с целью убийства Григория Распутина в ночь на 17 (30) декабря 1916 года.
«Фронда» была пресечёна царём, который к 22 января 1917 года под разными предлогами выслал из столицы великих князей Николая Михайловича, Дмитрия Павловича, Андрея и Кирилла Владимировичей. Позднее, во время Февральской революции, стремясь сохранить монархию, великие князья Михаил Александрович, Кирилл Владимирович и Павел Александрович 1 марта 1917 года подписали проект манифеста «О полной конституции русскому народу» («великокняжеский манифест»). Отречения царя этот проект не предусматривал.
Михаил Александрович не участвовал в интригах и заговорах против царствующего брата. В этот период он был близок к Николаю II, чем пытались воспользоваться военачальники и многие политические деятели. Имя Михаила Александровича всё чаще упоминалось в различных политических комбинациях, составляемых в придворных и политических кругах Петрограда, причём сам Михаил Александрович не принимал участие в составлении этих комбинаций. Ряд современников указывали на роль супруги великого князя, которая стала центром «салона Брасовой», проповедующего либерализм и выдвигающего Михаила Александровича на роль главы царствующего дома.
После устранения Григория Распутина начали возникать планы насильственного смещения самого Николая II с престола с отречением его в пользу одного из великих князей. По данным Ричарда Пайпса, первый подобный заговор возник вокруг будущего премьер-министра Временного правительства, известного в то время деятеля Земгора князя Г. Е. Львова, и предполагал он воцарение популярного в войсках великого князя Николая Николаевича. Последний, однако, от предложения отказался, после чего в качестве основной кандидатуры на роль нового царя стал рассматриваться Михаил Александрович. План предусматривал отречение царя в пользу несовершеннолетнего наследника при регентстве Михаила.

## Февральская революция
Февральская революция застала Михаила Александровича в Гатчине. Документы свидетельствуют, что в дни Февральской революции он пытался спасти монархию, но не из-за желания самому занять престол.
Утром 27 февраля (12 марта) 1917 года его по телефону вызвал в Петроград председатель Государственной думы М. В. Родзянко. Прибыв в Петроград, Михаил Александрович встретился в Мариинском дворце в кабинете Государственного секретаря с представителями образованного к тому моменту Временного комитета Государственной думы во главе с М. В. Родзянко, которые начали убеждать великого князя, ввиду серьёзности момента и дабы пресечь надвигающуюся анархию, принять на себя диктаторские полномочия, отправить правительство в отставку, передать власть Государственной думе и просить царя о даровании ответственного министерства. По просьбе Михаила Александровича была организована встреча с председателем Совета министров князем Голицыным, который фактически подтвердил, что правительство не контролирует ситуацию, а сам он уже подал прошение об отставке. Другими словами, как писал историк В. М. Хрусталёв, думские лидеры уговаривали Михаила Александровича своими актами фактически узаконить государственный переворот. Великий князь такого предложения не принял.
В конце концов, около девяти часов вечера великого князя удалось убедить принять на себя всю полноту власти в случае, если это окажется «совершенно неизбежным». На этом переговоры завершились, и великий князь отправился в военное министерство для прямых переговоров с Николаем II. Примерно в половине одиннадцатого ночи Михаил Александрович связался по прямому проводу со Ставкой и попросил передать императору его твёрдое убеждение, согласованное с председателем правительства князем Голицыным, о необходимости немедленной смены правительства и назначении новым главой Совета министров князя Львова. Узнав, что Николай II намерен покинуть Ставку, великий князь заметил, что отъезд желательно было бы отложить на несколько дней. Начальник штаба Верховного главнокомандующего генерал М. В. Алексеев доложил о звонке императору, но тот ответил, что ввиду чрезвычайных обстоятельств отменить свой отъезд не может, а вопрос о смене правительства придётся отложить до прибытия в Царское Село.
Безуспешно попытавшись уехать в Гатчину (дороги в Петроград уже были перекрыты), Михаил Александрович около 3 часов ночи приехал переночевать в Зимний дворец. Там он нашёл собранные в нём остатки верных правительству войск Петроградского гарнизона, перешедшие туда из Адмиралтейства, под командованием командующего войсками Петроградского округа С. С. Хабалова и военного министра М. А. Беляева. Прибытие великого князя произвело ободряющее действие на солдат и офицеров, которые решили, что тот «желает разделить с ними опасность». Михаил Александрович провёл совещание со старшими начальниками, в том числе с управляющим Зимним дворцом В. А. Комаровым, который настаивал на удалении войск из дворца, чтобы не подвергать его опасностям возможного боя с восставшими. В результате Михаил Александрович отказался возглавить отряд верных правительству войск и приказал войскам очистить Зимний дворец и вернуться обратно в Адмиралтейство.
Этот эпизод был расценён рядом современников и последующих исследователей этих событий как иллюстрация нерешительности великого князя и доказательство того, что он был неспособен возглавить контрреволюционное движение и не имел способностей к государственному управлению вообще. Ведь, по мнению этих критиков, на этой стадии революции достаточно было кому-то из великих князей или решительных армейских начальников твёрдой рукою возглавить всё ещё верные законному правительству воинские части Петроградского гарнизона, как события могли иметь совершенно иной оборот. С другой стороны, исследователь В. Ф. Гладышев писал, что отказом возглавить верные правительству силы и приказом отвести их от Зимнего дворца Михаил Александрович предотвратил начало горячей фазы Гражданской войны в России в дни февральской революции.
Около 6 часов утра 28 февраля (13 марта) 1917 года Михаил Александрович покинул Зимний дворец и направился на квартиру князя М. С. Путятина на улице Миллионной, 12, где тайно и провёл последующие пять дней, поддерживая тесную связь с М. В. Родзянко. 1 (14) марта 1917 года Временный комитет Государственной думы для охраны великого князя направил на квартиру князей Путятиных караул от школы прапорщиков — двадцать юнкеров и пять офицеров.

### Отречение Николая II
1 (14) марта 1917 года великий князь Павел Александрович под влиянием М. В. Родзянко начал готовить проект манифеста о даровании России ответственного министерства («великокняжеский манифест»). По замыслу составителей, манифест не предусматривал отречения Николая II, который, однако, передал бы всю полноту власти Государственной думе.
Подготовленный проект, названный «Манифестом о полной Конституции русскому народу», был подписан великими князьями Павлом Александровичем, Кириллом Владимировичем и Михаилом Александровичем, причём когда к Михаилу для подписи доставили экземпляр манифеста, он был уже подписан двумя первыми. По свидетельствам очевидцев, Михаил Александрович колебался, просил дать ему возможность посоветоваться с Николаем II, но, в конце концов, поставил свою подпись. Великий князь Кирилл Владимирович писал, обращаясь к Павлу Александровичу: «Миша, несмотря на мои настойчивые просьбы работать ясно и единогласно с нашим семейством, прячется и только сообщается с Родзянко». По данным Г. М. Каткова, уже вечером того же дня Михаил Александрович просил П. Н. Милюкова вычеркнуть его подпись, однако тот ответил, что это уже не имеет никакого значения, так как документ уже устарел и требования улицы уже не удовлетворяются назначением ответственного министерства. Историк В. М. Хрусталёв объяснял причину попытки отзыва Михаилом Александровичем своей подписи тем, что он осознал, что вмешался в дела государственной важности без согласования с императором.
2 (15) марта Николай II, под давлением командующих фронтами и своего окружения, принял решение отречься от престола в пользу своего наследника, цесаревича Алексея, при регентстве великого князя Михаила Александровича. В течение дня царь принял решение отречься также и за наследника.
Манифест об отречении заканчивался словами: «<…> в согласии с Государственной Думой признали Мы за благо отречься от Престола Государства Российского и сложить с Себя верховную власть. Не желая расстаться с любимым Сыном Нашим, Мы передаём наследие Наше Брату Нашему Великому Князю Михаилу Александровичу и благословляем Его на вступление на Престол Государства Российского <…>».
Из телеграммы Николая II:

3 марта 1917 г.
Петроград.
Его Императорскому Величеству Михаилу Второму. События последних дней вынудили меня решиться бесповоротно на этот крайний шаг. Прости меня, если огорчил тебя и что не успел предупредить. Остаюсь навсегда верным и преданным братом. Горячо молю Бога помочь тебе и твоей Родине.
Ники.

### Непринятие Михаилом Александровичем верховной власти
Кандидатура Михаила Александровича на российский престол при установлении строя конституционной монархии многим современникам казалась единственным вариантом эволюционного развития России. В действующей армии на рассвете 3 марта 1917 года многие воинские части начали присягать на верность Императору Михаилу II. П. Н. Краснов вспоминал, что, когда в его 4-й Кавалерийской дивизии он объявил о восшествии на престол Михаила, ответом ему было многотысячное «Ура!» выстроенных для оглашения этой новости частей.
Михаил Александрович, однако, не рискнул вступить на престол, так как не располагал никакой настоящей силой. Окончательно его колебания завершились после переговоров с представителями Госдумы во главе с М. В. Родзянко, прямо заявившими, что в случае принятия им престола в столице разразится новое восстание, и Дума не может гарантировать ему безопасность. Вместе с тем во время переговоров П. Н. Милюков попытался уговорить великого князя не отрекаться от престола и даже предложил всем монархическим силам оставить Петроград и сгруппироваться в более консервативной Москве, однако открывшаяся перспектива Гражданской войны крайне испугала всех присутствующих.
3 (16) марта в ответ на Манифест отречения Николая II был составлен «Манифест Михаила» (опубликован 4 (17) марта). В нём Михаил Александрович попросил всех граждан России подчиниться Временному правительству (действующему со 2 (15) марта 1917 года) и объявил, что примет верховную власть только в случае, если народ выразит на то свою волю посредством всенародного голосования на выборах представителей в Учредительное собрание, которое должно было решить вопрос об «образе правления» государством. Таким образом, возвращение монархии (в конституционной её форме) не исключалось:14.
По мнению ряда историков:14 и биографов Михаила Александровича, последний с момента подписания Манифеста об отречении Николая II и до подписания собственного манифеста (менее суток) де-юре являлся Императором Всероссийским — Михаилом II. В своём Манифесте он, оставаясь императором, предоставил Учредительному собранию, должным образом избранному народом, право решить вопрос о форме правления. Подобной трактовки также придерживается ряд современных энциклопедических изданий. По мнению историка Л. А. Лыковой, с юридической точки зрения Михаил оставался императором до самой своей смерти в июне 1918 года:14.
С такой трактовкой не согласен историк Г. З. Иоффе, который указывал, что Михаил Александрович утратил права на престол ещё тогда, когда вступил в морганатический брак с Н. М. Брасовой, и что само отречение Николая II было сделано с вольными или невольными нарушениями правил о престолонаследии Российского императорского дома, что делало акт царя незаконным сам по себе, но даже при этом историк соглашается с тем, что именно Манифест Михаила Александровича и де-факто, и де-юре прервал законную цепочку престолонаследия и прекратил монархическую форму правления в России.
В действующей армии отказ Михаила от принятия верховной власти произвёл удручающее впечатление. Историк В. М. Хрусталёв привёл воспоминания князя С. Е. Трубецкого, которые считал характерными для того момента: 

Отречение Государя императора наша армия пережила сравнительно спокойно, но отречение Михаила Александровича, отказ от монархического принципа вообще — произвёл на неё ошеломляющее впечатление: основной стержень был вынут из русской государственной жизни;…
С этого времени на пути революции уже не было серьёзных преград. Не за что было зацепиться элементам порядка и традиции. Всё переходило в состояние бесформенности и разложения. Россия погружалась в засасывающее болото грязной и кровавой революции.— Трубецкой С. Е. Минувшее. М., 1991. С. 153

### Акт об отказе Михаила Александровича от восприятия верховной власти
3 (16) марта 1917 года великий князь Михаил Александрович (по другой версии — император Михаил) подписал правовой акт — «Об отка́зе вели́кого кня́зя Михаи́ла Алекса́ндровича от восприя́тия верхо́вной вла́сти впредь до установле́ния в Учреди́тельном собра́нии о́браза правле́ния и но́вых основны́х зако́нов госуда́рства росси́йского». В тексте «Акта» Михаил признавал, что власть на него возложена и престол ему уже передан. Но император Михаил не «вступил в должность»: вместо манифеста о восшествии на престол он подписал акт об отказе от восприятия престола. Прецедентов подобного рода в истории России не было:

Отсутствие подобной практики в прошлой русской истории делает этот документ, по меньшей мере, необычным, но никак не незаконным. Юридически он представляет собой акт об отсрочке «вступления в должность», обставленный, к тому же, условиями. Михаил не отрекался от престола, но и не принимал его.
— Карпенко К. В., к. юр. н., доцент кафедры конституционного права МГИМО
Текст «Акта» в периодике начал публиковаться с 4 марта 1917 года. Официальная публикация (в «Собрании узаконений и распоряжений Правительства») — 6 марта 1917 года.
В неофициальных публикациях «Акт» выходил под различными заголовками: например, «Акт сложения с себя верховной власти Вел. Кн. Михаилом Александровичем», «Манифест об отречении от престола Вел. Кн. Михаила Александровича в пользу народа», «Условное отречение Вел. Кн. Михаила Александровича». Искажение названия «Акта» при его публикациях обуславливало изменение смысла документа.
В «Акте» говорилось о невозможности занять престол без ясно выраженной воли всего народа. Великий князь (император) Михаил Александрович предоставлял выбор формы государственного правления Учредительному собранию. До созыва же этого собрания он доверил управление страной созданному по инициативе Государственной думы Временному правительству. Вся полнота власти передавалась Временному правительству.

В написанном Михаилом акте не было слов, свидетельствующих именно об «отказе» от Престола, а говорилось лишь об отсрочке вступления на Престол, и об его принятии в соответствии с волей Учредительного Собрания.
— Цветков В. Ж., д. ист. н., профессор исторического факультета МПГУ
Содержание высочайшего акта от 3 марта 1917 года позднее было положено в основу политико-правовой программы Белого движения, её принципа «непредрешения».
На сайте «Электронного музея конституционной истории России» констатируется, что «Акт» входит в перечень российских «Основных актов конституционного значения 1600—1918 гг.». Изучение «Акта» — в курсах по истории для учебных заведений СССР и Российской Федерации.

## Между двумя революциями
На следующий день после своего отказа от восприятия верховной власти впредь до установления в Учредительном собрании образа правления Михаил Александрович вернулся из Петрограда в Гатчину. Он погрузился в обычный ритм провинциальной жизни, не принимая участия в политической жизни страны. Однако, новые власти не забывали об его существовании. Уже 5 (18) марта 1917 года исполнительный комитет Петросовета постановил арестовать царскую семью. В этом же постановлении упоминался и Михаил Александрович: «По отношению к Михаилу произвести фактический арест, но формально объявить его лишь подвергнутым фактическому надзору революционной армии».
21 марта (3 апреля) 1917 года лишён звания генерал-адъютанта в связи с упразднением всех военно-придворных званий.
31 марта (13 апреля) 1917 года числящийся по гвардейской кавалерии, генерал-инспектор кавалерии, генерал-лейтенант великий князь Михаил Александрович уволен, по прошению, от службы, с мундиром.
Михаил Александрович предпринимал попытки получить разрешение на эмиграцию в Великобританию, но и Временное правительство, и Петроградский совет рабочих и солдатских депутатов, как и английские официальные лица, не желали этого. По данным австрийской исследовательницы Элизабет Хереш, 5 апреля 1917 года в Министерство иностранных дел Великобритании поступило письмо из посольства Великобритании в России с информацией о том, что великие князья Георгий Михайлович и Михаил Александрович просят предоставить им политическое убежище в Великобритании. Форин-офис на это письмо дал отрицательный ответ, сославшись на ожидаемые негативные последствия удовлетворения этой просьбы для английского монарха. Впоследствии ряд членов императорской фамилии возлагали вину за отказ Великобритании принять семью отрёкшегося царя и других представителей династии Романовых на тогдашнего английского посла в России Джорджа Бьюкенена.
По воспоминаниям П. А. Половцова, в бытность его главнокомандующим войсками Петроградского военного округа, он по просьбе Михаила Александровича выдал последнему разрешение на проезд в Финляндию. Подобные разрешения рассматривались как возможность беспрепятственно покинуть «Россию революционной демократии», однако великий князь по какой-то причине не воспользовался такой возможностью.
После июльских событий репрессии Временного правительства обрушились не только на зачинщиков и участников беспорядков, но и на не причастную к ним «монархическую контрреволюцию», которую «революционная демократия» обвиняла в их закулисной организации. Все Романовы, в том числе Михаил Александрович, 20 июля 1917 года были лишены избирательных прав.
После корниловского выступления Михаил Александрович был помещён Временным правительством под домашний арест, который был отменён 13 (26) сентября 1917 года. После этих событий Временное правительство разрешило великому князю выехать в Крым. Но он решил не менять место проживания и остался в Гатчине.

## После захвата власти большевиками
После перехода власти к большевикам Петроградский военно-революционный комитет 13 ноября 1917 года принял решение оставить Михаила Александровича в Гатчине, находившейся полностью под контролем советского правительства.
В ноябре 1917 года Михаил Александрович приехал в Смольный и обратился в Советское правительство с просьбой узаконить его положение в Советской России. Управляющий делами СНК В. Д. Бонч-Бруевич выдал ему официальное разрешение «о свободном проживании» Михаила Александровича как рядового гражданина республики. В конце 1917 года состоялась беседа В. И. Ленина с заместителем наркома Госконтроля Э. Э. Эссеном, который сообщил о поданной в Совнарком просьбе Михаила Александровича переменить его фамилию на фамилию жены, Брасов. Ленин заявил, что этим вопросом он заниматься не будет.
5 января 1918 года Учредительное собрание провозгласило Россию республикой.
7 марта 1918 года великий князь и лица его окружения были арестованы по постановлению Гатчинского совета, в связи с тревожной обстановкой и возможным наступлением немцев на Петроград. Арестованных доставили в Комитет революционной обороны Петрограда, штаб которого возглавлял М. С. Урицкий. 9 марта 1918 года на заседании Малого Совнаркома было рассмотрено предложение М. С. Урицкого о высылке Михаила Александровича и других арестованных в Пермскую губернию. В результате было вынесено решение, подписанное В. И. Лениным: «…бывшего великого князя Михаила Александровича… выслать в Пермскую губернию вплоть до особого распоряжения. Место жительства в пределах Пермской губернии определяется Советом рабочих, солдатских и крестьянских депутатов, причём Джонсон должен быть поселён не в одном городе с бывшим великим князем Михаилом Романовым». Вместе с Михаилом Александровичем и уже упомянутым Н. Н. Джонсоном высылке подверглись бывший начальник Гатчинского железнодорожного управления полковник П. Л. Знамеровский и делопроизводитель Гатчинского дворца A. M. Власов. Вместе с Великим князем добровольно отправились в ссылку его камердинер Василий Фёдорович Челышев и шофёр Пётр Яковлевич Борунов (Михаилу Александровичу было разрешено взять с собой обширный багаж, включая автомобиль Роллс-Ройс).
По пути в Пермь сопровождавший Михаила Александровича Джонсон отправил телеграмму Ленину с просьбой оставить его при великом князе. С такой же просьбой обратился и сам Михаил Романов к управляющему делами Совнаркома В. Д. Бонч-Бруевичу: не разлучать его с Джонсоном ввиду его, Михаила, «болезни и одиночества». 25 марта 1918 года в Пермь была послана телеграмма за подписью Бонч-Бруевича и Урицкого с подтверждением разрешения Михаилу Романову и Джонсону «жить на свободе под надзором местной Советской власти»:241—242.
На некоторое время великий князь поселился в номерах гостиницы «Эрмитаж» при бывшем Благородном собрании, затем в «Королёвской гостинице». В мае пермский губисполком снёсся с Москвой и, указывая на «сложившееся положение», снял с себя ответственность за «целость» Михаила, вследствие чего надзор был поручен местной ЧК. В его дневнике сохранилась запись от 21 мая 1918 года: «Я получил бумагу, в которой мне предлагается являться туда [в Пермскую окружную Чрезвычайную комиссию] ежедневно в 11 ч.» и приписка: «Люди добрые, скажите, что это такое!»:243—245. Основанием, в частности, явилась официальная резолюция митинга на Мотовилихинском заводе, переданная в Пермский совет: если органы власти не посадят Михаила под замок, то рабочие «сами с ним разделаются»:243—245.
В начале мая в Пермь приезжала Н. С. Брасова. При этом Михаил вёл достаточно свободный образ жизни, совершая загородние прогулки, посещая театр и гостей.
В конце мая 1918 года советское правительство национализировало имение великого князя Брасово вместе со всем находящимся в нём имуществом. Сохранился документ, от 28 мая 1918 года, по которому «Комиссариат имуществ Республики» командировал из Москвы в имение Брасово в распоряжение «тов. Уткина и Матвеева» отряд латышских стрелков в составе «товарищей: 1) Калыс Ян (старший) 2) Гривсон Ян 3) Бичул Ян 4) Кронберг Адам 5) Иесалнен Эдуард 6) Зау Крим для сопровождения и охраны художественно-исторических ценностей означенного имения, вывозимых в Москву». Всего было вывезено два вагона заполненных ценностями, принадлежащими великому князю: антиквариатом, скульптурами, картинами, несколькими пудами золотой и серебряной посуды и иными предметами декоративно-прикладного искусства:482.

### Гибель и слухи
В ночь с 12 на 13 июня 1918 года Михаил Александрович, вместе с Н. Н. Джонсоном, были тайно похищены из гостиницы, вывезены в лес и убиты группой местных чекистов и милиционеров в районе местечка Малая Язовая.
Согласно ныне общепринятой версии, организаторами преступления и его непосредственными участниками стали два высокопоставленных местных большевика — начальник пермской милиции В. А. Иванченко и Г. И. Мясников, член ВЦИК, председатель Мотовилихинского районного комитета РСДРП(б), незадолго до этих событий занявший должность заместителя председателя Пермской губЧК. По свидетельству И. И. Родзинского, похищение совершено с санкции тогдашнего председателя пермского губисполкома В. А. Сорокина.
13 июня Пермской ЧК была послана телеграмма одновременно в несколько адресов: «Москва, Совнарком, Чрезком. Петроградская Коммуна Зиновьеву. Копия: Екатеринбург, Облсовдеп, Чрезком. Сегодня ночью неизвестными в солдатской форме похищены Михаил Романов и Джонсон. Розыски пока не дали результатов приняты самые энергичные меры. Пермский округ Чрезком» (описание обстоятельств „ареста“ в основном совпадает с показаниями свидетелей, опрошенных позднее следователем Н. А. Соколовым). Исчезновение Михаила было использовано властями для ужесточения режима содержания царской семьи в Екатеринбурге и великих князей в Алапаевске и Вологде.
Факт убийства долгое время хранился в строжайшей тайне. 15 июня было опубликовано следующее сообщение: «В ночь с 12 на 13 июня в начале первого часа по новому времени в Королевские номера, где проживал Михаил Романов, явилось трое неизвестных в солдатской форме, вооруженных. Они прошли в помещение, занимаемое Романовым, и предъявили ему какой-то ордер на арест, который был прочитан только секретарем Романова, Джонсоном. После этого Романову было предложено отправиться с пришедшими. Его и Джонсона силой увели, посадили в закрытый фаэтон и увезли… Немедленно было отдано распоряжение о задержании Романова, по всем трактам были разосланы конные отряды милиции, но никаких следов обнаружить не удалось… О похищении немедленно было сообщено в Совет Народных Комиссаров, в Петроградскую Коммуну и в Уральский Областной Совет. Проводятся энергичные розыски». 2 июля 1918 года в «Пермских известиях» появилась ангажированная властями заметка о том, что Михаил Александрович якобы находится в Омске, где возглавил сибирских повстанцев. Слухам о судьбе Михаила II посвящена телеграмма американского посла в Стокгольме А. Морриса госсекретарю Р. Лансингу от 29 июня 1918 года:
Я хочу обратить Ваше внимание на движение чехословаков, которое... быстро усиливается, распространяясь на Западную и Южную Сибирь, включая индустриальные районы Урала. (...) Привожу письмо, вручённое мне помощником военного атташе в Стокгольме лейтенантом Л. Стинесом. В письме, адресованном в Выборг и датированным 12-м июня, сказано: «Продолжается течение в пользу брата бывшего царя Михаила Александровича, которого прочат в новые монархи и который, якобы, отправился в настоящее время к чехословакам, действующим между Самарой и Омском.» Эти войска ведут операции в контакте с Семёновым и Дутовым, ставя своей целью организацию правительства, которое смогут поддержать союзники...
 Не остаётся почти никаких сомнений в том, что процитированное Моррисом письмо — это подброшенная американцу чекистская фальшивка: датированная (возможно, задним числом) как раз днём тайного убийства Михаила Александровича и Джонсона (М. И. Девлеткамов, «12 июня» — газета «Ракурс», N 26 / 2000 г.).
Канонизирован Русской православной церковью заграницей в сонме Новомучеников российских 1 ноября 1981 года.
В 2009 году Михаил Александрович и лица его окружения были реабилитированы решением Генеральной прокуратуры РФ.
Отсутствие официальных подтверждений о казни (в отличие от брата), а также то, что поиски их останков не дали результатов, породило слухи об иной, не столь трагичной, судьбе Михаила.

## Военная карьера
Командир:
- 16 мая 1909 — 3 сентября 1911 — 17-й гусарский Черниговский Его Императорского Высочества Великого Князя Михаил Александровича полк[75]
- 23 августа 1914 — 4 февраля 1916 — Кавказская туземная конная дивизия
- 4 февраля 1916 — 19 января 1917 — 2-й кавалерийский корпус
- 19 января — 31 марта 1917 года — генерал-инспектор кавалерии.

Шеф:
- 23 ноября 1878 — 5-я Имени Его Высочества батарея Гвардейской конно-артиллерийской бригады
- 28 января 1898 — лейб-гвардии 2-я артиллерийская бригада
- 3 сентября 1911 — 17-й гусарский Черниговский Его Императорского Высочества Великого Князя Михаил Александровича полк

Числился в списках:
- 23 ноября 1878 — лейб-гвардии Преображенский Его Величества полк
- 23 ноября 1878 — лейб-гвардии 4-м стрелковый Императорской Фамилии батальон
- 23 ноября 1878 — лейб-гвардии Уланский Его Величества полк
- 23 ноября 1878 — 1-я Его Императорского Высочества великого князя Михаила Павловича батарея лейб-гвардии 1-й артиллерийской бригады
- 9 мая 1897 — лейб-гвардии Кирасирский Ея Величества Государыни Императрицы Марии Федоровны полк[76]
- 27 мая 1900 — лейб-гвардии Саперный батальон
- 4 октября 1900 — Собственный Его Императорского Величества Конвой
- 6 декабря 1901 — Гвардейский экипаж
- 21 июня 1902 — лейб-гвардии Кирасирский Его Величества полк

## Военные чины и звания
- Подпоручик (06.05.1884)
- Флигель-адъютант (06.05.1899)
- Вступил в службу (28.04.1900)
- Поручик (22.11.1901)
- Штабс-ротмистр (22.11.1904)
- Ротмистр (09.05.1908)[77]
- Полковник (29.03.1909)
- Генерал-майор Свиты (23.08.1914)
- Генерал-лейтенант (02.07.1916)
- Генерал-адъютант (01.09.1916)
- Адмирал императорских военно-морских сил Германии (24.07.1905)

## Награды
- Орден Святого Андрея Первозванного (10.12.1878)
- Орден Святого Александра Невского (10.12.1878)
- Орден Белого орла (10.12.1878)
- Орден Святой Анны 1-й ст. (10.12.1878)
- Орден Святого Станислава 1-й ст. (10.12.1878)[5].
- Медаль «В память царствования императора Александра III» (17.03.1896)
- Медаль «В память коронации Императора Николая II» (26.05.1896)
- Орден Святого Владимира 4-й ст. (22.11.1905)
- Медаль «В память 200-летия Полтавской битвы» (22.06.1909)
- Медаль «В память 100-летия Отечественной войны 1812 г.» (31.12.1912)
- Медаль «В память 300-летия царствования дома Романовых» (21.02.1913)
- Орден Святого Владимира 3-й ст. с мечами (20.01.1915)
- Орден Святого Георгия 4-й степени — (03.03.1915)[78]
- Георгиевское оружие — высочайший приказ от 27 июня 1915 года[79]
- Знак отличия Российского общества Красного Креста (22.03.1916)

иностранные:
- Бухарский орден Благородной Бухары 1-й ст. (04.01.1893)
- Мекленбург-Шверинский орден Вендской Короны (16.07.1894)
- Саксен-Кобург-Готский орден Саксен-Эрнестинского дома, большой крест (09.11.1894)
- Гессен-Дармштадтский орден Людвига, большой крест (14.11.1894)
- Черногорский орден Князя Даниила I 1-й ст. (17.05.1896)
- Бухарский орден Короны государства Бухары с бриллиантами (25.05.1896)
- Саксен-Веймарский орден Белого сокола (25.05.1896)
- Австро-Венгерский Королевский венгерский орден Святого Стефана, большой крест (15.04.1897, кавалер № 1421)[80]
- Сиамский орден Королевского дома Чакри (22.07.1897)
- Датский орден Слона (06.08.1897)
- Бухарский орден Искандер-Салис с бриллиантами (19.05.1898)
- Румынский орден Звезды Румынии (07.08.1898)
- Датский орден Данеброг, командор (12.01.1899)
- Датская юбилейная медаль (15.07.1898)
- Персидский орден Льва и Солнца (07.07.1900)
- Греческий орден Спасителя, офицер (22.09.1900)
- Британский орден Бани, большой крест (03.01.1901)
- Итальянский Высший орден Святого Благовещения (03.01.1901)
- Японский Высший орден Хризантемы (09.02.1901)
- Французский орден Почётного легиона (14.04.1901)
- Португальский орден Христа, большой крест (17.05.1901)
- Португальский Ависский орден, большой крест (17.05.1901)
- Прусский орден Чёрного Орла (02.12.1901)
- Испанский орден Золотого руна (22.01.1902)
- Британский орден Подвязки (16.06.1902)
- Ольденбургский орден Заслуг герцога Петра-Фридриха-Людвига, большой крест с короной (26.06.1902)
- Британская медаль «В память коронования Эдуарда VII» (19.08.1902)
- Портрет персидского шаха с бриллиантами (02.12.1902)
- Прусский орден Дома Гогенцоллернов, большой командорский крест с цепью (23.05.1905)
- Норвежская серебряная медаль «В память коронования Хокона VII» (09.06.1906)
- Норвежский орден Святого Олафа 1 ст. (12.06.1906)
- Шведский орден Серафимов (12.05.1908)

## Память
- Бюст в Орле. Открыт 24 августа 2016 года[81] на улице Московская д. 29, у сохранившегося здания штаба 17-го Черниговского гусарского полка, коим почётный гражданин города Орла (указ Николая II от 20 декабря 1909 г.) Михаил Романов командовал с 1909 по 1911 годы, проживая на Борисоглебской улице.
- Мемориальная доска в Перми на здании бывшей гостиницы «Королёвские номера» (ул. Сибирская, 5), где Михаил Александрович провёл свои последние дни.
- Бюст в сквере над набережной Перми, на пересечении улиц Монастырской и Сибирской.

## В культуре и искусстве

### Киновоплощения
- Филипп Дьячков (Сибирский цирюльник, 1998).
- Максим Панфилов (Романовы. Венценосная семья, 2000).
- Юрий Колокольников (Крылья Империи (телесериал), 2017/2019).

### В литературе
- Михаил Романов — один из героев романа Алексея Иванова «Бронепароходы» (2023), в котором даётся альтернативная биография Михаила Александровича.